# Нова Чолаківка
Нова Чолаківка, Чолаку-Ноу (рум. Ciolacu Nou) — село у Фалештському районі Молдови. Адміністративний центр комуни Чолаку-Ноу, до складу якої також входять села Чолаку-Векі, Фегедеу, Покровка та Шолтоая.

## Населення
За даними перепису населення 2004 року у селі проживали 1205 осіб.
Національний склад населення села:
| Національність       | Кількість осіб | Відсоток |
| -------------------- | -------------- | -------- |
| українці             | 937            | 77,8%    |
| молдавани            | 232            | 19,3%    |
| росіяни              | 30             | 2,5%     |
| гагаузи              | 3              | 0,2%     |
| поляки               | 1              | 0,1%     |
| інша / без відповіді | 2              | 0,2%     |
| Всього               | 1205           | 100%     |